# Ludwig Kübler
Ludwig Kübler (2 de septiembre de 1889 - 18 de agosto de 1947) fue un General de Tropas de Montaña alemán quien comandó la 1.ª División de Montaña, el XXXXIX Cuerpo de Montaña, el 4.º Ejército y la Zona Operacional del Litoral Adriático durante la II Guerra Mundial. Recibió la Cruz de Caballero de la Cruz de Hierro por sus acciones al mando de la 1.ª División de Montaña durante la invasión de Polonia en 1939. También comandó la división durante la invasión de Francia y de los Países Bajos antes de ser elegido comandante del XXXXIX Cuerpo de Montaña. Durante su mando de este cuerpo participó en la invasión de Yugoslavia y en el ataque a la Unión Soviética. En diciembre de 1941 fue elegido comandante del 4.º Ejército, pero fue dado de baja de este puesto en enero del año siguiente, y puesto en al Führerreserve des Heeres (la reserva para oficiales). En septiembre de 1943 fue elegido como comandante general de las tropas de seguridad del Grupo de Ejércitos Centro en el frente oriental, pero al mes siguiente fue elegido para comandar la Zona Operacional del Litoral Adriático, con base en Trieste en la costa norte de Adriático. Después de ser capturado por fuerzas yugoslavas al final de la guerra, fue juzgado y ejecutado por crímenes de guerra.

## Primeros años
Kübler nació el 2 de septiembre de 1889, en la villa de Hopferau cerca de Múnich en el Reino de Baviera. Su padre fue el médico Wilhelm Kübler y tenía seis hermanos y dos hermanas. En 1895 se enroló en la escuela elemental en Forstenried que abandonó después de tres años; entonces atendió al Gymnasium en Rosenheim y al humanista Ludwig Gymnasium en Múnich. Se graduó en 1908 con notas excelentes y rechazó una plaza en el prestigioso Maximilianeum para una carrera militar. El 20 de julio de 1903, se unió al 15.º Regimiento de Infantería Real Bávaro "Rey Federico Augusto de Sajonia" como cadete. En ese tiempo, el regimiento estaba de guarnición en Neuburg an der Donau. El 26 de octubre de ese año, fue seleccionado como Fahnenjunker-Unteroffizier (oficial cadete no comisionado). A partir del 1 de octubre de 1909 hasta el 14 de octubre de 1910 atendió a la Escuela de Guerra (en alemán: Kriegsschule) en Múnich, en la que se situó 5.º de 166 estudiantes de su año. El 23 de octubre de 1910, fue comisionado como Leutnant. El 15 de enero de 1913 fue puesto en la compañía de metralleta del 3.º Regimiento de Infantería Real Bávaro "Príncipe Carlos de Baviera", y luego realizó entrenamiento de equitación con el 4.º Regimiento de Caballería Real Bávaro. Pasó febrero y marzo de 1918 realizando cursos de entrenamiento de metralleta de campo, antes de asumir el mando de la compañía de metralleta del 15.º Regimiento de Infantería Real Bávaro el 1 de abril.

## I Guerra Mundial y periodo de entreguerras
Al inicio de la I Guerra Mundial, Kübler estaba sirviendo en el 15.º Regimiento de Infantería Bávaro, en el frente occidental. Participó en los combates en septiembre de 1914 en Lorena y en torno a San Quintín como comandante de un pelotón de metralleta. El 16 de septiembre recibió la Cruz de Hierro de 2.ª clase. El 21 de septiembre fue seleccionado como adjunto del regimiento. El 24 de septiembre una herida formada por astillas de metralla le dejaron un cicatriz visible en la cara. Aunque la herida no estaba completamente curada retornó el 13 de enero de 1915 a su regimiento, que tomó parte en la Batalla del Somme. Mientras estuvo en recuperación, el 16 de noviembre recibió la Cruz de Hierro de 1.ª clase. El 9 de julio de 1915 fue promovido a Oberleutnant, y el 18 de agosto de 1918 fue promovido al rango de Hauptmann.
Después de la guerra fue retenido en el Reichswehr. Estuvo entonces como oficial del estado mayor en el Departamento del Ejército (T1) de Truppenamt por unos pocos años. Entre 1925-1926 estuvo en el Estado Mayor General del Grupo de Comando 1 en Berlín. Fue promovido al rango de Major el 1 de agosto de 1928, y Oberstleutnant el 1 de abril de 1932. El 1 de noviembre de 1933 fue seleccionado como jefe del estado mayor de la 7.ª División con base en Múnich, y después de ser transferido a la recién creada Wehrmacht, fue promovido al rango de Oberst el 1 de julio de 1934. Esto fue seguido por su elección el 1 de octubre de 1934 como jefe de Estado Mayor del Wehrkreis VII, el distrito militar bávaro centrado en Múnich. Fue promovido a Generalmajor el 1 de enero de 1938, y exactamente tres meses después fue seleccionado para el mando de la 1.ª División de Montaña. Esta división fue creada del Wehrkreis VII, con su guarnición centrada en Garmisch-Partenkirchen. Era reclutada por bávaros, con algunos austriacos, y fue formada el 9 de abril de 1938. Considerablemente más fuerte que la mayoría de divisiones alemanas, tenía tres regimientos de infantería de montaña en lugar de dos.

## Segunda Guerra Mundial

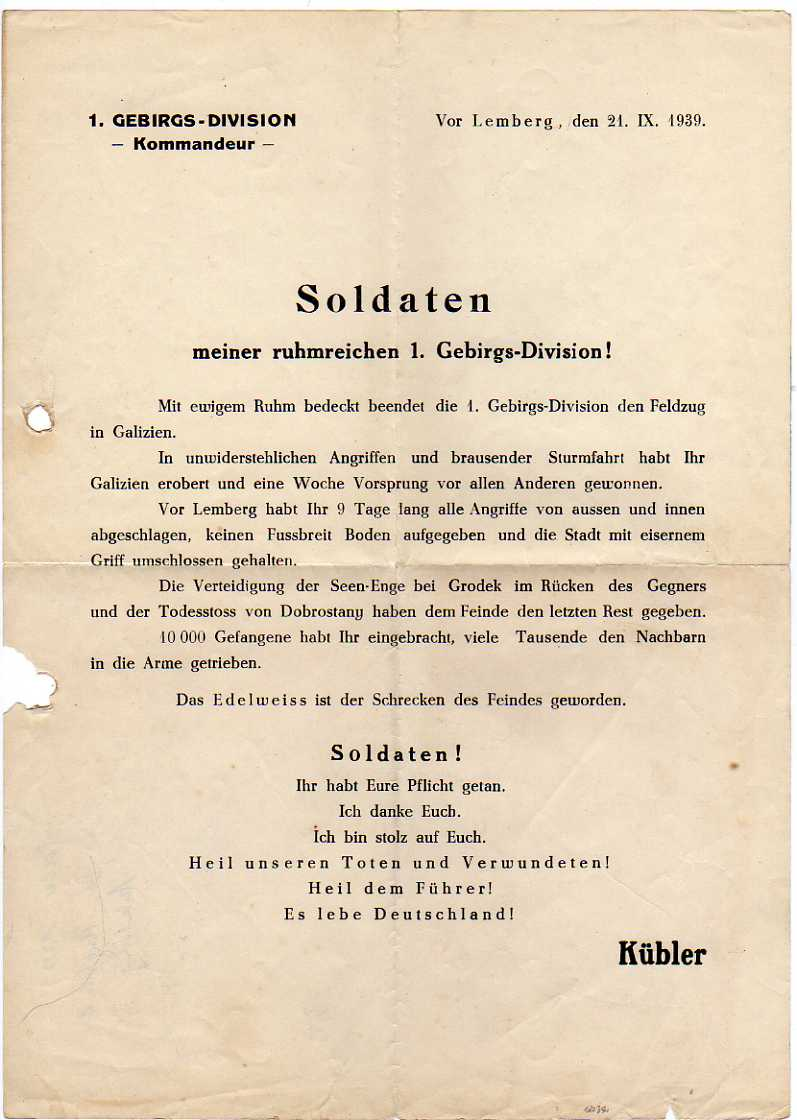
Orden diaria del General Ludwig Kübler a los soldados de la 1.ª División de Montaña después de la Batalla de Lvov (21 de septiembre de 1939).

Al inicio de la II Guerra Mundial, la división de Kübler participó en la invasión de Polonia como parte del 14.º Ejército, iniciándose el 1 de septiembre de 1939. Combatió en los montes Cárpatos, distinguiéndose durante la captura del paso de Dukla. El 27 de octubre, Kübler recibió la Cruz de Caballero de la Cruz de Hierro por su papel en la campaña polaca. Después, el 1 de diciembre de 1939 fue promovido a Generalleutnant. Durante la invasión de Francia y de los Países Bajos en mayo de 1940, la división de Kübler no se vio muy involucrada, luchando en la frontera franco-belga y cruzando el Mosa el 15 de mayo. La división fue estacionada alrededor de Arras después de la caída de Francia, ya que había sido seleccionada para formar parte de la fuerza invasora de la Operación León Marino, la invasión del Reino Unido. Después de que la operación fuera pospuesta, el 25 de octubre de 1940 Kübler fue seleccionado al mando del XXXXIX Cuerpo de Montaña, que incluía la 1.ª División de Montaña. Su cuerpo estaba destinado a la Operación Félix, la planeada captura de Gibraltar, pero la operación también fue suspendida. Debido a la desfiguración causada por las heridas sufridas durante la I Guerra Mundial, Kübler fue conocido por sus tropas como "Limping Nurmi", una referencia al corredor finlandés de larga distancia Paavo Nurmi.
En abril de 1941, el Cuerpo de Montaña XXXXIX de Kübler fue situado en el 2.º Ejército para la invasión de Yugoslavia del Eje, y reunida cerca de Klagenfurt antes de iniciar la invasión el 6 de abril. Para ese tiempo, Kübler había sido promovido a General der Infanterie. Para el ataque a la Unión Soviética del Eje que comenzó el 22 de junio de 1941, el cuerpo de Kübler fue situado en el 17.º Ejército, parte del Grupo de Ejércitos Sur. El rango de Kübler fue redesignado de General der Infanterie a General der Gebirgstruppe. El 19 de diciembre de 1941, Kübler fue seleccionado como comandante del 4.º Ejército. Esto ocurrió durante la desesperada lucha defensiva de invierno cuando Adolf Hitler no toleraba ninguna retirada. Kübler encontró la aproximación de Hitler "intolerable" y buscó alivio. El 20 de enero de 1942 fue transferido a la Führerreserve de Ejército (reserva para oficiales).
Entre el 22 de julio y el 1 de octubre de 1943, Kübler actuó como comandante de la Zona de Retaguardia del Grupo de Ejércitos Centro, responsable de la seguridad en los territorios detrás del Grupo de Ejércitos Centro. El 1 de octubre fue elegido comandante de la Zona Operacional del Litoral Adriático (OZAK), con base en Trieste en el norte de la costa Adriática. El 28 de agosto de 1944, el LXXXXVII Cuerpo de Ejército fue formado para comandar todas las unidades del Ejército alemán en OZAK, y Kübler fue seleccionado como su comandante. Poco antes del fin de la guerra fue herido y capturado en Yugoslavia, donde conjuntamente con su sucesor el Generalleutant Hans von Hößlin fue sentenciado a muerte en 1947 por un tribunal yugoslavo. Fue colgado en Liubliana el 18 de agosto de 1947, como su hermano menor, Generalleutnant Josef Kübler, quien fue colgado en Belgrado el 26 de febrero de 1947.
Kübler fue considerado un "soberbio soldado" pero un duro capataz. En 1964, el cuartel del Ejército alemán en Mittenwald, Baviera, fue nombrado en honor a Kübler. En noviembre de 1995,  Volker Rühe, el entonces Ministro de Defensa alemán, cambió el nombre del cuartel de "General-Kübler-Kaserne" a "Karwendel-Kaserne".

## Condecoraciones
- Cruz de Hierro (1914) 2.ª Clase (16 de septiembre de 1914) & 1.ª Clase (17 de noviembre de 1914)[4]
- Medalla de herido (1914) en Negro (7 de junio de 1918)[4]
- Orden al Mérito Militar, 4.ª clase con Espadas y Corona (Baviera)
- Cruz de Caballero Sajona, 2.ª Clase de la Orden de Alberto con Espadas (12 de mayo de 1916)[4]
- Cruz de Honor de la Guerra Mundial 1914/1918 (15 de diciembre de 1934)[4]
- Condecoración al largo servicio de la Wehrmacht, 4.º de 1.ª Clase
- Medalla del Anschluss (21 de noviembre de 1938)[4]
- Broche de la Cruz de Hierro (1939) 2.ª Clase (15 de septiembre de 1939) & 1.ª Clase (20 de septiembre de 1939)[4]
- Medalla del Frente Oriental (23 de agosto de 1942)[4]
- Cruz de Caballero de la Cruz de Hierro el 27 de octubre de 1939 como Generalmajor y comandante de la 1.ª División de Montaña[6][13]

### Libros
- Corrigan, Gordon (2010). The Second World War: A Military History. Atlantic Books. pp. 117–. ISBN 978-0-85789-135-8. (requiere registro).
- Fellgiebel, Walther-Peer (2000) [1986]. Die Träger des Ritterkreuzes des Eisernen Kreuzes 1939–1945 — Die Inhaber der höchsten Auszeichnung des Zweiten Weltkrieges aller Wehrmachtteile [The Bearers of the Knight's Cross of the Iron Cross 1939–1945 — The Owners of the Highest Award of the Second World War of all Wehrmacht Branches] (en alemán). Friedberg, Germany: Podzun-Pallas. ISBN 978-3-7909-0284-6.
- Kaltenegger, Roland (1993). Operationszone "Adriatisches Küstenland". Stocker. ISBN 978-3-7020-0665-5.
- Kaltenegger, Roland (2011). General der Gebirgstruppe Ludwig Kübler: Der Bauherr der Deutschen Gebirgstruppe und seine Zeit [General of Mountain Troops Ludwig Kübler: The Developer of the German Gebirgstruppe and his Life]. Flechsig. ISBN 978-3-8035-0006-9.
- Knorr, Marvin (2015). The Development Of German Doctrine And Command And Control And Its Application To Supporting Arms, 1832–1945. Pickle Partners Publishing. pp. 147-. ISBN 978-1-78625-062-9.
- Mitcham, Samuel W. (2007a). German Order of Battle: Panzer, Panzer Grenadier, and Waffen SS divisions in World War II. Stackpole Books. ISBN 978-0-8117-3438-7.
- Mitcham, Samuel W. (2007b). German Order of Battle: 291st-999th Infantry divisions, named infantry divisions, and special divisions in World War II. Stackpole Books. pp. 166-. ISBN 978-0-8117-3437-0.
- Pohl, Dieter (2008). Die Herrschaft der Wehrmacht: Deutsche Militärbesatzung und einheimische Bevölkerung in der Sowjetunion 1941–1944. Oldenbourg Wissenschaftsverlag. ISBN 978-3486580655.
- Scherzer, Veit (2007). Die Ritterkreuzträger 1939–1945 Die Inhaber des Ritterkreuzes des Eisernen Kreuzes 1939 von Heer, Luftwaffe, Kriegsmarine, Waffen-SS, Volkssturm sowie mit Deutschland verbündeter Streitkräfte nach den Unterlagen des Bundesarchives [The Knight's Cross Bearers 1939–1945 The Holders of the Knight's Cross of the Iron Cross 1939 by Army, Air Force, Navy, Waffen-SS, Volkssturm and Allied Forces with Germany According to the Documents of the Federal Archives] (en alemán). Jena, Germany: Scherzers Militaer-Verlag. ISBN 978-3-938845-17-2.
- Schreiber, Dr. Gerhard; Stegemann, Bernd; Vogel, Detlef (1995). The Mediterranean, South-East Europe, and North Africa, 1939-1941 : from Italy's Declaration of Non-belligerence to the Entry of the United States into the War. Oxford, United Kingdom: Oxford University Press. ISBN 978-0-19-822884-4.
- Thomas, Franz; Wegmann, Günter (1993). Die Ritterkreuzträger der Deutschen Wehrmacht 1939–1945 Teil VI: Die Gebirgstruppe Band 1: A–K [The Knight's Cross Bearers of the German Wehrmacht 1939–1945 Part VI: The Mountain Troops Volume 1: A–K] (en alemán). Osnabrück, Germany: Biblio-Verlag. ISBN 978-3-7648-2430-3.

### Sitios web
- Rink, Martin (14 de enero de 2014). «Bundeswehr». Historical Dictionary of Bavaria. Consultado el 28 de julio de 2016.
- «Ludwig Kübler». Faulhaber-Edition. Institute of Contemporary History Munich-Berlin. 19 de mayo de 2016. Archivado desde el original el 18 de agosto de 2016. Consultado el 17 de junio de 2020.

| Predecesor: Ninguno                | Comandante de la 1.ª División de Montaña 1 de abril de 1938 - 25 de octubre de 1940                           | Sucesor: Hubert Lanz                   |
| Predecesor: Ninguno                | Comandante del XXXXIX Cuerpo de Montaña 25 de octubre de 1940 - 19 de diciembre de 1941                       | Sucesor: Rudolf Konrad                 |
| Predecesor: Günther von Kluge      | Comandante del 4.º Ejército 19 de diciembre de 1941 - 20 de enero de 1942                                     | Sucesor: Gotthard Heinrici             |
| Predecesor: Max von Schenckendorff | Comandante de la Zona de Retaguardia del Grupo de Ejércitos Centro 22 de julio de 1943 - 1 de octubre de 1943 | Sucesor: Edwin von Rothkirch und Trach |
| Predecesor: Ninguno                | Comandante del LXXXXVII Cuerpo de Ejército 28 de septiembre de 1944 - 7 de mayo de 1945                       | Sucesor: Hans von Hößlin               |

- Datos: Q61850
- Multimedia: Ludwig Kübler / Q61850